# Grabkogel
Der Grabkogel (3052 m ü. A.) ist ein Berg in den Ötztaler Alpen in Tirol.

## Lage und Umgebung
Der Grabkogel liegt im Weißkamm am Talschluss des Pitztals. Der nächstgelegene Ort ist das 5 Kilometer nördlich gelegene Mandarfen in der Gemeinde St. Leonhard im Pitztal. Im Süden des Grabkogels erstrecken sich die Gletscher Mittelbergferner und Brunnenkogelferner, die durch die Pitztaler Gletscherbahn für den Wintersport erschlossen werden. Nachbarberg im Westen ist der 3162 m hohe Mittagskogel. Etwa zwei Kilometer nordöstlich des Grabkogels liegt mit der Braunschweiger Hütte (2759 m) der wichtigste alpinistische Stützpunkt für die Besteigung des Berges.

## Wege zum Gipfel
Der Normalweg auf den Grabkogel führt weglos, aber unschwierig durch die Südflanke. Er kann von der Braunschweiger Hütte oder von der Bergstation der Gletscherbahn aus erreicht werden und gilt als häufig begangen. Der Aufstieg über die Ostflanke weist ebenso wie der Übergang zum Mittagskogel den Schwierigkeitsgrad II (UIAA) auf. Die Nordostkante ist mit dem Schwierigkeitsgrad V deutlich schwieriger.
Die Erstbesteigung erfolgte durch unbekannte Kletterer am 2. Januar 1873.